# راؤول روسيل
راؤول روسيل (بالفرنسية: Raoul Roussel)‏ هو قسيس فرنسي، ولد في 1389 في Villedieu-les-Poêles ‏ في فرنسا، وتوفي في 31 ديسمبر 1452 في روان في فرنسا.